# Köprülü Musztafa
Köprülü Musztafa, törökül: Köprülü Fazıl Mustafa Paşa, (? 1630 után – Zalánkemén, 1691. augusztus 19.) török nagyvezír.

## Életrajza
Apja Köprülü Mehmed oszmán nagyvezír volt, aki egy Köpriben (Kis-Ázsiában) megtelepedett szegény albán-kivándorolt fiaként született, és akit Kara Musztafa nagyvezír tett meg főlovászmesterévé.
Köprülü Musztafa a IV. Mehmed ellen kitört forradalom idején kajmakám volt, és a szultán öccsének, Szulejmánnak megmentette életét. Szulejmán trónra jutva 1689-ben Köprülü Musztafát hálából nagyvezírré tette, ő azután az Oszmán Birodalom hatalma és virágzása érdekében sok érdemet szerzett.
Köprülü Musztafa magas állására a Magyarországon szenvedett nagy vereségek és hanyatlás korában került, miután Lotaringiai Károly és Lajos badeni őrgróf már Nándorfehérvárt, sőt Boszniát és Szerbiát is visszahódították a törököktől. Köprülü azonban a helyzetet rövid idő alatt megváltoztatta. Rávette a szultánt, hogy pénzzel és haddal támogassa Thökölyt Erdély visszaszerzésében, ő maga Szerbia és Bosznia déli részéből szorította ki a császáriakat és Vidin, Nissza, Galambóc és 1690. szeptember 25-én Szendrő elfoglalása után október 8-án Nándorfehérvár ormára is feltűzte újra a félholdat, mire 1690 végén diadalmenetben vonult be Konstantinápolyba.
1691-ben II. Ahmed trónralépése után is folytatta a harcot. Ekkor azonban elhagyta a hadiszerencse: augusztus 19-én Zalánkeménnél csatába bocsátkozott Lajos badeni őrgróffal, és seregének nagyrészével együtt ő maga is elesett.